# Stavěč cest

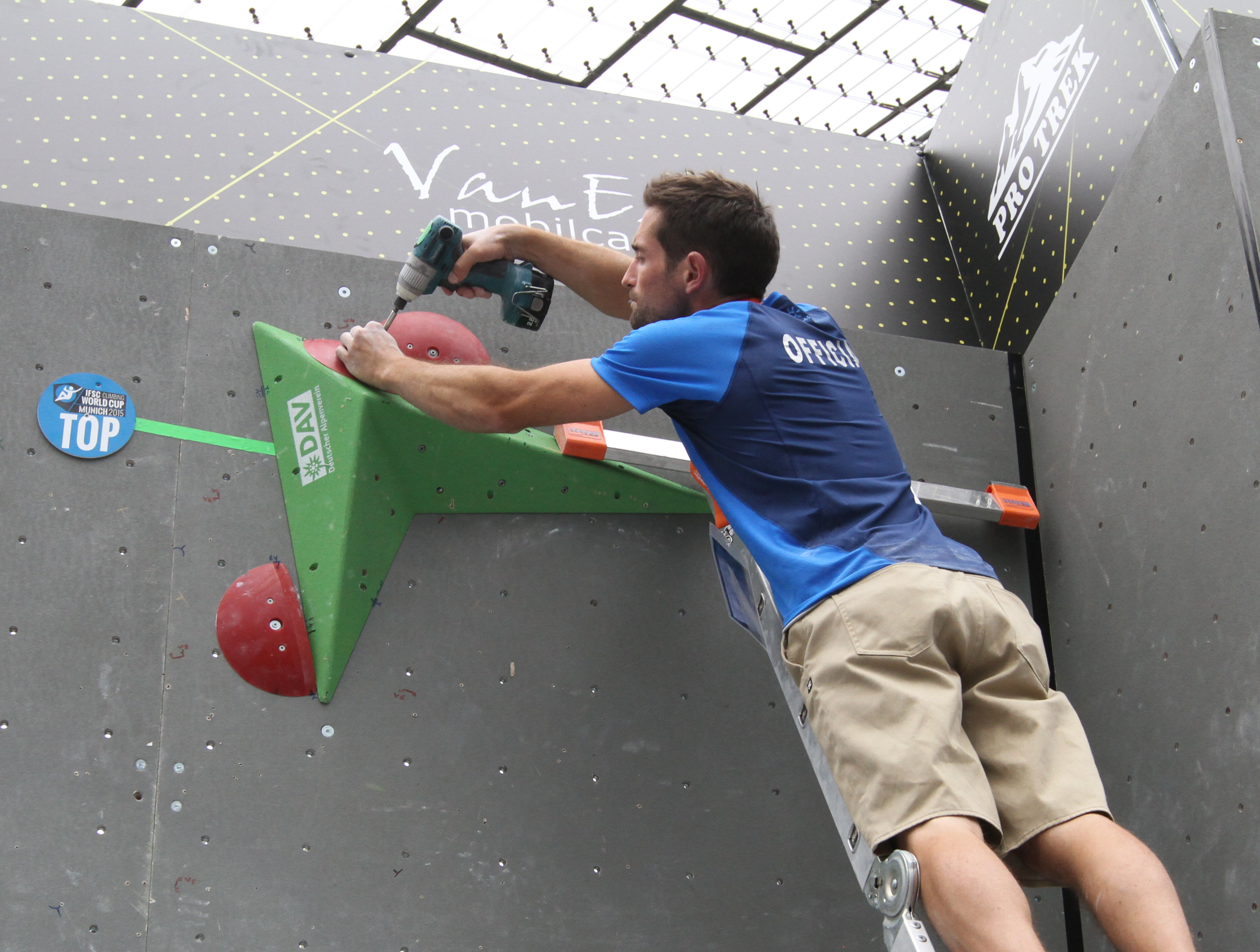
Stavěč cest při šroubování topových madel na Světovém poháru 2015 v boulderingu v Mnichově

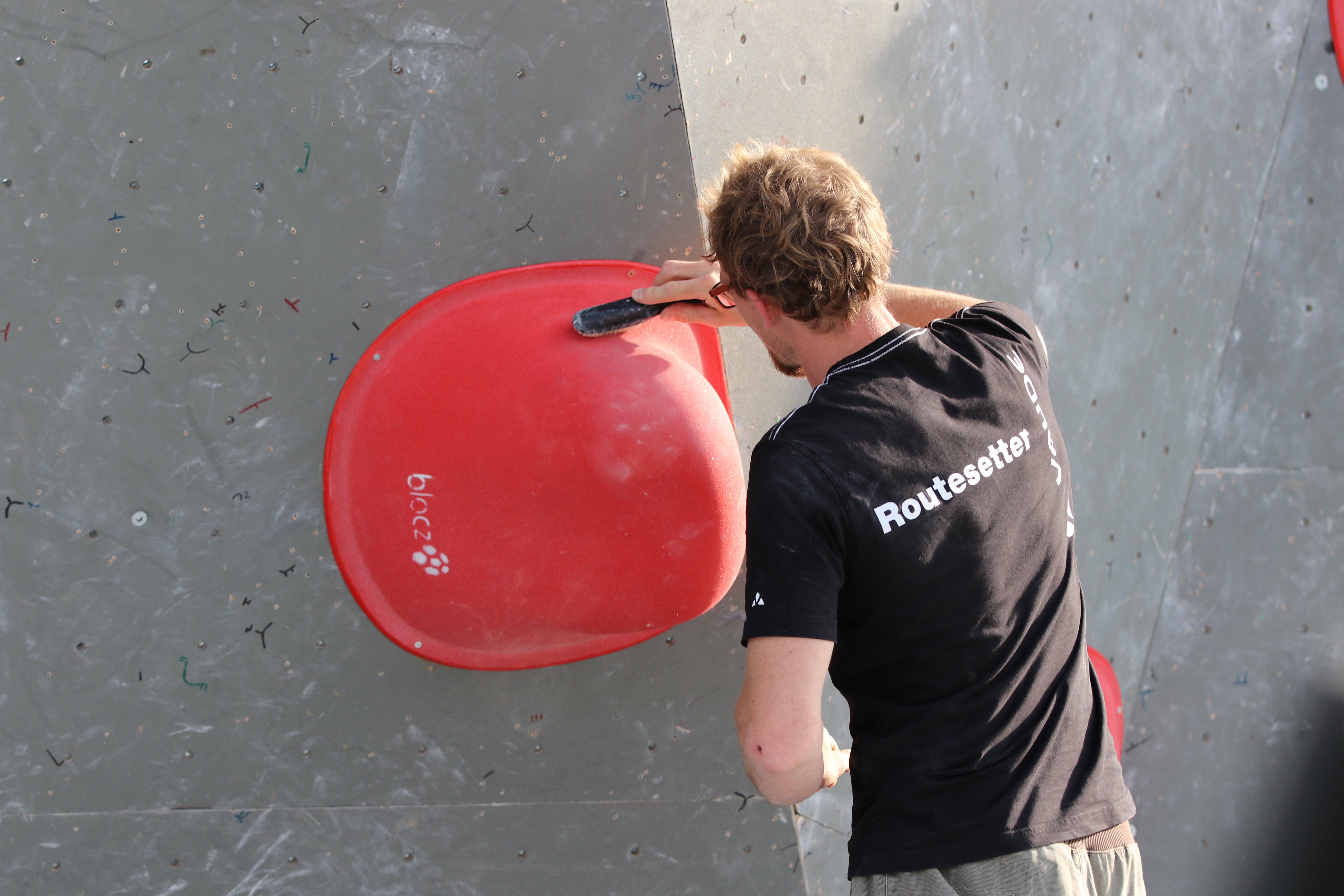
Stavěč cest při čištění finálových chytů na Světovém poháru 2017 v boulderingu v Mnichově

Stavěč cest (anglicky Route setter) je sportovní lezec nebo bouldrista, který staví lezecké cesty nebo bouldery na umělých stěnách, nebo pro lezecké závody. Podle účelu může stavěč cest být amatérský dobrovolník až zkušený, kvalitní a dobře placený profesionál na národní nebo mezinárodní úrovni.
Kromě závodů ve sportovním lezení (v letních disciplínách: obtížnost, rychlost a bouldering) se stavěč uplatní také při pořádání závodů v ledolezení nebo drytoolingu (zimní disciplíny: obtížnost a rychlost). Vedle (hlavních a pomocných) pořadatelů a rozhodčích patří stavěči cest mezi nejdůležitější osoby při pořádání závodů, kvalita i úroveň lezeckých cest přiláká jak závodníky, diváky i sponzory, v lezeckých centrech pak návštěvníky.

## Stavba cesty
Zpravidla podle zadání (výkonnost či stáří uživatelů, nebo příslušná část závodu) stavěč předem promyslí a poté umístí na stěnu lezecké "chyty", "stupy", nebo "struktury", tak aby cestu bylo možné "lézt" v jedné linii od "nástupu" na zemi až po poslední "chyt" - "top" u "slaňovacího (spouštěcího) bodu" a to buď přirozeně, nebo s lezeckými problémy. U nástupu poté může označit cestu cedulkou s názvem, barvou chytů, obtížnosti a jménem, tyto údaje slouží pro orientaci dalších lezců. Používá se jedna barva chytů, sousední cesty se barevně liší. Na umělých stěnách jsou cesty obměňovány i několikrát do roka a pro větší pestrost je z různých značek chytů staví několik stavěčů. Při výměně cest je třeba všechny chyty sundat, omýt, usušit a stěnu očistit - může to dělat stavěč, nebo i jiný pomocník. Stavba jedné cesty může trvat např. 1 - 4 hodiny. Jištění (nýty s karabinami) jsou součástí stěny, stavěč může mít za úkol jejich údržbu, nebo být zaměstnancem firmy, která staví i lezecké stěny.
Profesionální stavěči dostávají za každou novou cestu příslušný honorář. Stavěči na závodech jsou placeni za závod, kde mají kromě stavby a výměny cest na starosti také řešení technických problémů během závodu (např. výměnu ulomeného chytu, dotažení uvolněného, případně jejich čištění). Cesty pro jednotlivá závodní kola od kvalifikace až po finále se předem postaví, na chytech a stěně se popíší značkami a uloží do beden. Během přestávky mezi jednotlivými koly závodu se pak cesty snadno obmění, případně se jen upraví podle výkonnosti postupujících závodníků. Ženy někdy lezou stejné cesty jako muži, s přidanými nebo pootočenými chyty. V případě závodů vyššího stupně mají v Česku stavěči stanovenou minimální odměnu dle předpisů pro pořádání závodů od ČHS pro udržení standardu kvality závodů.

## Sportovní lezení
Mezi prestižní uznávané mezinárodní stavěče závodních cest pro lezecké závody patří např. polský vynikající lezec Adam Pustelnik (Chief Routesetter IFSC), kterého si zvou také největší lezecká centra pro stavbu nových lezeckých cest. Mezinárodní stavěčskou licenci IFSC má zatím z České republiky pouze Jan Zbranek, který také v roce 2013 proškolil v rámci Českého horolezeckého svazu první národní oficiální licencované stavěče závodních cest v rámci zkvalitnění úrovně českého závodního lezení, v roce 2015 se konal druhý kurz.

### Mezinárodní licence
- Routesetter IFSC: Jan Zbranek

### Národní licence

#### Hlavní stavěč ČHS
- od 2013: Tomáš Doubravský, Vilém Chejn, Oldřich Klapal, David Kozel, Roman Kučera, Vít Lachman, Viktor Pařízek, Vojtěch Vrzba;
- od 2015: Zdeněk Horáček, Jan Šolc;

#### Stavěč ČHS
- od 2013: Jan Šolc;
- od 2015: Martin Jech, Štěpán Korčák, Martin Paprsek, Silvie Rajfová, Marek Rottenborn;

#### Stavěč aspirant
- od 2013: Silvie Rajfová, Dan Kotlík;
- od 2015: Petr Andrla, Zbyšek Černohous, Cyril Kratochvíl, Jiří Slabý, Petr Smrčka;

## Ledolezení
V Česku nemají dosud stavěči licenci.

## Odlišnosti ve skalách a horách
Ve skalách a horách se cesty "nestaví", nýbrž zdola "přelézají", včetně případného umístění stabilního jištění během výstupu "prvovýstupcem". V případě dělání cest "shora" hovoříme o "autorovi/autorech" cesty, případně poté o "prvním přelezci", dále se počítají opakování přelezu. Někteří prvovýstupci mají na kontě i tisíce nových cest. Jméno prvního přelezce se může zaznamenávat i u boulderů. Náklady si hradí prvovýstupci či autoři, případně mohou využít dotace/slevy na materiál či sponzoring. Výjimku ve světě tvoří lezci, kteří jsou místními spolky nebo podnikateli finančně podporováni k tvorbě dalších nových skalních cest na podporu cestovního ruchu. Údržbu jištění ve skalách mají poté na starosti proškolení oficiální správci skal (s odměnou či bez).